# Rissoina sagraiana
Rissoina sagraiana är en snäckart som beskrevs av D'Orbigny 1842. Rissoina sagraiana ingår i släktet Rissoina och familjen Rissoidae. Inga underarter finns listade i Catalogue of Life.